# HMS E22
HMS E22 – brytyjski okręt podwodny typu E zbudowany w latach 1914–1915 w Vickers, Barrow-in-Furness. 
Okręt zwodowano 12 czerwca 1915 roku, a 1 października 1915 rozpoczął służbę w Royal Navy. Dowódcą jednostki został Lt. Cdr. C. H. Warren. Okręt skierowano do działań na Morzu Północnym. 
W kwietniu 1916 roku E22 posłużył do przeprowadzeniu eksperymentu bojowego. Celem jego było przedłużenie zasięgu wodnosamolotów do zwalczania sterowców Zeppelin. 24 kwietnia E22 przetransportował dwa wodnosamoloty Sopwith Tabloid w okolice wybrzeża Belgii. Po zanurzeniu okrętu oba wystartowały i spokojnie powróciły do Felixstowe.
25 kwietnia 1916 roku w okolicach wybrzeży koło Great Yarmouth E22 został storpedowany przez niemiecki okręt SM UB-18 i zatonął. Wszyscy członkowie załogi zginęli.